# Fonction de courant
 (mai 2021).
Sa qualité peut être largement améliorée en utilisant un vocabulaire plus directement compréhensible.
La fonction de courant en physique, en particulier en mécanique des fluides, est une fonction définie pour des écoulements de différents types. Elle donne le paramètre de la composante non divergente de n'importe quel champ de vitesse dont la valeur est constante le long de chaque ligne de courant. 
Elle peut donc être utilisée pour représenter les lignes de courant d'un fluide, correspondant aux trajectoires de particules dans un écoulement stationnaire. Les lignes de courant sont les courbes telles que la fonction de courant est constante. La différence entre les valeurs de la fonction de courant en 2 points représente le flux volumique à travers une ligne connectant ces 2 points. Pour un écoulement potentiel (irrotationnel), la fonction de courant peut être associée au potentiel de vitesse pour former le potentiel complexe. 

## Définition
Comme les lignes de courant sont tangentes au champ de vecteur vitesse de l'écoulement, la fonction de courant garde une valeur constante le long de la ligne de courant. L'utilité des fonctions de courant réside dans le fait que les composantes en x et y du vecteur vitesse en un point donné sont données par les dérivées partielles de la fonction de courant en ce point. Une fonction de courant peut être définie pour tout écoulement dans un espace affine de dimension 2 ou plus. On notera que le cas bi-dimensionnel est le plus simple à étudier. En ce qui concerne les lignes de courant bi-dimensionnelles, la fonction de courant elle-même {\displaystyle \psi } peut être considérée comme une surface paramétrée dans un espace à 3 dimensions définie par :
{\displaystyle \left\{{\begin{matrix}x(u,v)&=&u\\y(u,v)&=&v\\z(u,v)&=&\psi (u,v)\\\end{matrix}}\right.}
Les lignes de courant sont définies par {\displaystyle z(u,v)=Cte}. Ce sont les lignes de niveau de ladite surface.
S'il y avait un flux à travers une ligne de courant, cette ligne de courant ne serait pas tangente à la ligne de courant et donc ce ne serait pas une ligne de courant d'où contradiction.
{\displaystyle (x,y,\psi )} où la ligne de courant est définie par {\displaystyle \psi =Cte}.
En 2 dimensions, la fonction de courant couplée avec le potentiel des vitesses peut être utilisée pour définir un potentiel complexe. En d'autres termes, la fonction de courant correspond à la partie solénoïdale d'une décomposition de Helmholtz en 2 dimensions, tandis que le potentiel des vitesses correspond à la partie irrotationnelle de cette décomposition.

## Fonction de courant en 2 dimensions

### Définition standard
Le signe de la fonction de courant dépend de la définition utilisée.
On suppose que l'écoulement est clairement subsonique. Soit {\displaystyle {\vec {w}}=u{\vec {i}}+v{\vec {j}}} le champ des vitesses. 
On considère le champ complexe des vitesses {\displaystyle w=u+iv} et on définit {\displaystyle \zeta =x+iy}. On définit
{\displaystyle z=-i\zeta }. Comme {\displaystyle \nabla {\vec {w}}=0}, la fonction w(z) est holomorphe. En application du théorème intégral de Cauchy,
il existe une fonction complexe {\displaystyle \Psi (z)} telle que :
{\displaystyle w(z)={d\Psi (z) \over dz}}
Soit {\displaystyle \psi (z)} la partie réelle de {\displaystyle \Psi }. En coordonnées cartésiennes, on a alors :
{\displaystyle u={\frac {\partial \psi }{\partial y}},\qquad v=-{\frac {\partial \psi }{\partial x}}}

### Définition utilisant un signe opposé
Une définition couramment utilisée en météorologie et en océanographie consiste à inverser le signe de {\displaystyle \psi } et à écrire :
{\displaystyle u=-{\frac {\partial \psi }{\partial y}},\qquad v={\frac {\partial \psi }{\partial x}}}